# Двенадцатиструнная гитара
Двенадцатиструнная гитара — акустическая гитара с двойными металлическими струнами (хорами), настроенными как у классической гитары в строй EADGBE. Используется для игры аккомпанемента.

## История
Впервые стала производиться в начале XX века на американских фабриках «Оскар Шмидт» и «Ригал». Особую популярность получила в 1960-х годах во время фольклорного бума.
В СССР 12-струнная гитара впервые появилась в 1974 году на фабрике народных щипковых инструментов имени Луначарского в Ленинграде, и производилась с небольшими изменениями до 1991 года.

## Описание
Двойные ряды струн 12-струнной гитары производят мерцающий эффект, потому что даже струны, настроенные в унисон, имеют разную толщину и после зажатия их на ладах не могут вибрировать на одинаковой частоте — и кроме того, они вибрируют в разной фазе. Результатом для уха является звук, который кажется «мерцающим», который некоторые описывают как напоминающие струны, которые немного расстроены. Интерференция между внефазовыми вибрациями создаёт явление, известное как биения, который приводит к периодическому повышению и падению интенсивности, что в музыке часто считается приятным для уха. Пит Сигер описал характерный звук 12-струнной гитары как «звон колоколов».
Играют пальцами или медиатором. Игра на 12-струнной гитаре требует бо́льших усилий левой руки, чем при игре на обычной акустической гитаре, поэтому она не подходит для обучения.

## Настройка
Основные струны настраиваются как на шестиструнной гитаре со строем EADGBE (от толстой струны к тонкой). Первая (E) и вторая (B) дополнительные струны настраиваются в унисон с основными струнами, а остальные — на октаву выше:
- Первая и вторая струны — Ми (E) первой октавы.
- Третья и четвертая струны — Си (B) малой октавы.
- Пятая струна — Соль (G) малой октавы.
- Шестая струна — Соль первой октавы.
- Седьмая струна — Ре (D) малой октавы.
- Восьмая струна — Ре первой октавы.
- Девятая струна — Ля (A) большой октавы.
- Десятая струна — Ля малой октавы.
- Одиннадцатая струна — Ми (E) большой октавы.
- Двенадцатая струна — Ми малой октавы.

Возможно использование и других строев. Например, автор-исполнитель Александр Розенбаум использует на своей 12-струнке строй DGDGBD (Open G).